# Lorenzo Burnet
Lorenzo Burnet (11 de enero de 1991) es un futbolista neerlandés que juega como defensa y se encuentra sin equipo tras abandonar el F. C. Emmen.

## Carrera
Después de empezar como futbolista en el club amateur en el East Amsterdam AVV Zeeburgia, Burnet se unió a la cantera del AFC Ajax en 2004. Lorenzo pasó un total de siete años como jugador de la cantera del Ajax pero no consiguió firmar un contrato como profesional en este club.
En abril de 2011 Burnet y su compañero de equipo Johan Kappelhof fueron anunciados después de que ambos firmasen un contrato con el equipo de la Eredivisie el FC Groningen, equipo dirigido por el exentrenador de juveniles del Ajax Pieter Huistra. Lorenzo Burnet hizo su debut en un partido de liga contra el Roda JC Kerkrade el 7 de agosto de 2011.

## Selección nacional
Ha sido internacional con las selecciones sub-21, sub-19 y sub-17 en 13 ocasiones anotando 3 goles.

## Palmarés

### Títulos nacionales
| Título                   | Club            | País         | Año  |
| ------------------------ | --------------- | ------------ | ---- |
| Copa de los Países Bajos | F. C. Groningen | Países Bajos | 2015 |